# Бротон, Джон
Джон Бротон (англ. John Broughton, 1952) — австралийский астроном-любитель и первооткрыватель астероидов, который работает в обсерватории Риди-Крик в Квинсленде, Австралия. В период с 1997 по 2008 год им было открыто в общей сложности 1026 астероидов.
11 апреля 2004 года Джон Бротон открыл околоземный объект 2004 GA1. Считается, что был первый околоземный астероид, который был открыт астрономом-любителем. Так же в число открытий Бротона также входит 2 кометы: P/2005 T5 (Бротон) и C/2006 OF2 (Бротон), которые были открыты им 3 ноября 2005 года.
Он стал одним из пяти астрономов в 2002 году завоевавших премию Планетарного общества (англ.) Eugene Shoemaker Near-Earth Object Grants, которую он потратил на покупку ПЗС-камеры.
Бротон является разработчиком двух программ: первая — для поиска треков астероидов (scantracker), вторая — для анализа полученных данных (scanalyser).
В знак признания его заслуг одному из астероидов было присвоено его имя (24105) Бротон.